# João Curcuas (general)

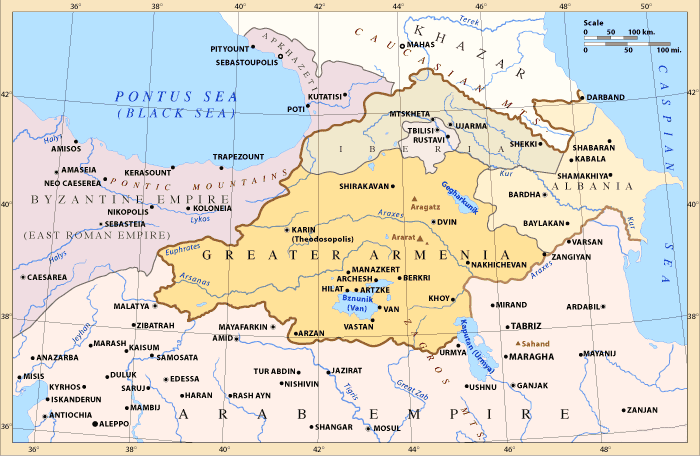
Mapa do Califado Abássida entre 750 e 885, antes do período expansionista bizantino durante o qual João Curcuas foi um dos mais destacados protagonistas. Em destaque está o Emirado da Arménia

João Curcuas (em latim: Ioannes Curcuas; em grego: Ἰωάννης Κουρκούας; romaniz.: Iōánnes Kourkoúas; fl. c. 915–946) foi um dos generais mais notórios do Império Bizantino. As suas vitórias em batalhas contra os estados muçulmanos do Oriente inverteram definitivamente o curso das guerras bizantino-árabes que se prolongavam há séculos, e marcaram o início da chamada "Era das Conquistas" bizantinas do século X. Ele era membro da família Curcuas, de origem arménia, à qual pertenceram diversos generais bizantinos notáveis. Como comandante de um dos regimentos da guarda imperial, Curcuas era um dos principais apoiantes do imperador Romano I Lecapeno (r. 920–944), que ajudou a ascender ao trono.
Durante o século IX, o Império Bizantino tinha recuperado gradualmente o seu poder e estabilidade interna, enquanto que o Califado tinha vindo a enfraquecer e fraturar-se. Em 923, João Curcuas foi nomeado comandante-em-chefe dos exército bizantinos estacionados ao longo da fronteira oriental, face ao Califado Abássida e aos emirados muçulmanos fronteiriços semiautónomos. Manteve este posto por mais de vinte anos, supervisionando sucessos militares decisivos para os bizantinos e alterando o equilíbrio estratégico da região. Sob a sua liderança, os exércitos bizantinos entraram profundamente nos territórios muçulmanos pela primeira vez em quase 200 anos, expandindo as fronteiras do império. Os emirados de Melitene e Calícala foram conquistados, estendendo o controlo bizantino ao Alto Eufrates e à Arménia Ocidental. Os restantes príncipes ibérios e da Arménia tornaram-se vassalos dos bizantinos.
Curcuas também desempenhou um papel importante na derrota de uma grande expedição rus em 941 e recuperou o Mandílio de Edessa, uma relíquia sagrada que se acreditava representar a face de Jesus Cristo. João Curcuas foi demitido em 944 em resultado de intrigas dos filhos de Romano Lecapeno, mas voltou a ter a confiança imperial com Constantino VII Porfirogénito (r. 913–959), do qual foi embaixador em 946. Desconhece-se o que lhe aconteceu depois disso.

## Biografia

### Primeiros tempos

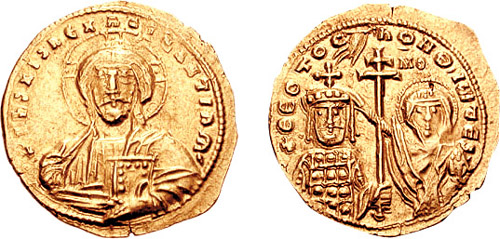
Histameno de r.

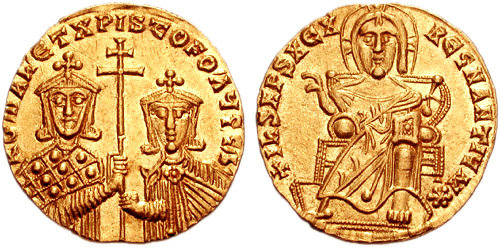
Soldo de r. com o seu filho e coimperador Cristóvão

João era um membro da família nobre arménia Curcuas, uma das muitas que se tinha refugiado no Império Bizantino fugindo às invasões islâmicas. O nome de família original, Gurgen, foi helenizado para Curcuas. A família tinha-se notabilizado ao serviço dos bizantinos no século IX e estabeleceu-se como uma das grandes famílias da aristocracia de militares e latifundiários da Anatólia. O avô homónimo de João tinha sido um comandante do tagma (regimento) de elite Hicanátos durante o reinado de Basílio I (r. 867–886). O irmão de João, Teófilo também foi um general proeminente, o mesmo acontecendo com o próprio filho, Romano Curcuas e o seu sobrinho-neto, João Tzimisces, que reinaria como imperador entre 969 e 976.
Pouco se sabe sobre os primeiros anos de João Curcuas. O seu pai era um oficial abastado do palácio imperial. João nasceu em Doceia (atual Tocate), na região de Darbido, parte do Tema Armeníaco e foi educado por um dos seus parentes, Cristóvão, o bispo de Gangra. Durante a regência de Zoé Carbonopsina, em data desconhecida, João foi nomeado comandante (drungário da guarda) do tagma Vigla da guarda imperial do palácio.
Com este posto, Curcuas apoiou o seu colega arménio, o almirante Romano Lecapeno, e prendeu vários oficiais superiores que a ele se opunham. Isto abriu o caminho para Lecapeno ser nomeado regente no lugar da imperatriz Zoé em 919. Lecapeno foi gradualmente assumindo mais poderes, até que foi coroado imperador sénior em dezembro de 920. Como recompensa pelo apoio à sua causa, Romano Lecapeno promoveu Curcuas ao posto de doméstico das escolas, o que na prática era equivalente a comandante-em-chefe de todos os exércitos imperiais da Anatólia. Segundo a crónica de Teófanes Continuado, João Curcuas manteve esse posto sem interrupção durante o tempo sem paralelo de 22 anos e sete meses.
Durante os primeiros anos do mandato de Curcuas, os bizantinos estiveram ocupados principalmente nas guerras nas Balcãs contra o Primeiro Império Búlgaro, após a desastrosa derrota que sofreram na Batalha de Anquíalo em 917. A primeira missão de Curcuas como "Doméstico do Oriente" foi a supressão da revolta de {ilc|nl=s|Bardas Boilas}}, o estratego (governador militar) do Tema da Cáldia, uma área de grande importância estratégica na fronteira do nordeste da Anatólia. A missão foi cumprida com sucesso rapidamente, e o irmão de João, Teófilo Curcuas, substituiu Boilas como governador da Cáldia. Como comandante do setor mais a norte da fronteira oriental, Teófilo provou ser um soldado competente e prestou apoio valioso às campanhas do seu irmão.

### Primeira submissão de Melitene e campanhas na Arménia

Mapa dos temas (regiões militares) bizantinos em 1025

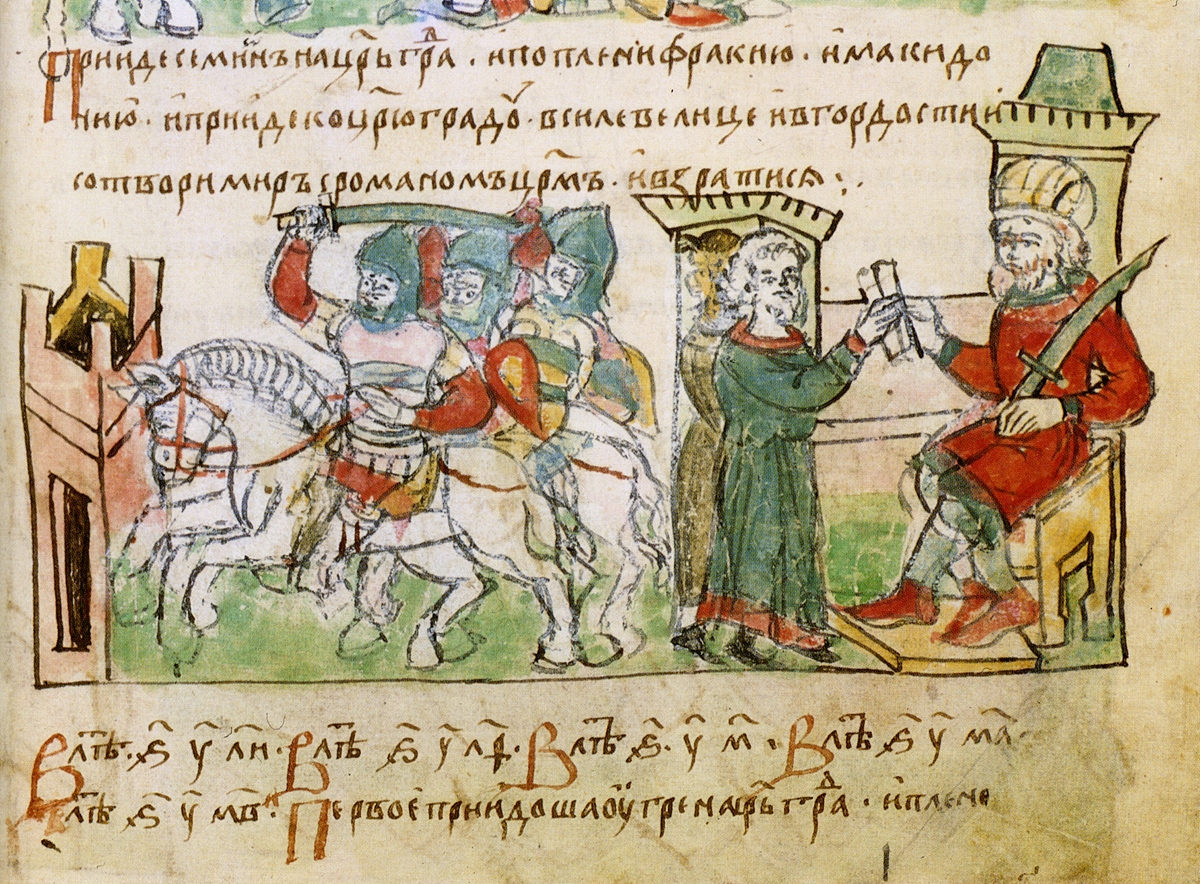
Iluminura do século XV mostrando em negociações com

Após as conquistas muçulmanas de meados do século VII, o conflito bizantino-árabe caracterizou-se por constantes raides e contrarraides ao longo de uma fronteira relativamente estável definida grosso modo pela linha formada pelas cordilheiras do Tauro e Antitauro. Até à década de 860, a superioridade dos exércitos muçulmanos tinha mantido os bizantinos na defensiva. Só após 863, com a vitória na batalha de Lalacão (ou de Por[s]ão), é que os bizantinos conseguiram começar a recuperar gradualmente alguns territórios perdidos para os muçulmanos, tendo lançado raides no interior da Síria e Mesopotâmia e anexando o estado pauliciano centrado em Tefrique (a atual Divriği, na província turca de Sivas).
Em 912 os árabes tinham sido sido forçados a manter-se atrás do Tauro e do Antitauro e encorajavam os arménios para rechaçarem a aliança com os bizantinos e aliarem-se ao califado. Muitos arménios passaram então a servir nos exércitos do califado, cada vez em maior número. O reavivamento do poder bizantino foi ainda facilitado pelo progressivo declínio do Califado Abássida, particularmente durante o reinado de Almoctadir (r. 908–932), durante o qual o governo central enfrentou várias revoltas. Na periferia do califado, o enfraquecimento do controlo central permitiu o aparecimento de vários estados semiautónomos. Além disso, o tratado de paz acordado com os búlgaros após a morte do czar Simão I da Bulgária (r. 893–927) permitiu que a atenção e os recursos dos bizantinos se virassem para o leste.
Em 925, Romano Lecapeno sentiu-se com poder suficiente para exigir o pagamento de tributo às cidades muçulmanas no lado ocidental do Eufrates. Quando estas recusaram, em 926, Curcuas atravessou a fronteira à frente de um exército. Com o apoio do irmão Teófilo e um contingente arménio comandado pelo estratego do Tema de Licando, Melias (Mleh nas fontes em árabe), Curcuas marchou sobre Melitene (atualmente Malátia), então capital de um emirado que há muito era um espinho para os bizantinos. As tropas bizantinas devastaram a cidade, mas a cidadela resistiu, acabando o conflito com um tratado pelo qual o emir aceitava ser tributário do Império Bizantino.
Em 927-928, Curcuas lançou um raide de grande envergadura no interior da Arménia controlada pelos árabes, tomando Samósata (perto da atual Sansate), um importante reduto no Eufrates, e avançando pelo menos até à capital arménia de Dúbio. Uma contraofensiva árabe forçou os bizantinos a retirar de Samósata alguns dias após a conquista. Dúbio foi também abandonada, com grande perda de vidas, segundo fontes árabes. Ao mesmo tempo, Tamal Aldulafi, o emir de Tarso, conduziu raides vitoriosos no sul da Anatólia e neutralizou ibne Daaque, um líder curdo local que apoiou os bizantinos. Os bizantinos viraram depois a sua atenção para o sul da Arménia e saquearam a região em volta do Lago de Vã, tomando a cidade de Queliate (atual Aquelate) e provocando um êxodo dos muçulmanos da região. Esta incursão, a mais de 500 quilómetros do território bizantino mais próxima, contrastou fortemente com a estratégia orientada para uma atitude defensiva que os bizantinos tinham vindo a seguir durante os séculos anteriores e evidenciou as novas capacidades do exército imperial. No entanto, a fome que grassava na Anatólia e as exigências das campanhas no sul de Itália enfraqueceram as tropas de Curcuas. A campanha arménia de 929 foi derrotada e repelida por Mufli Alçaji, um gulam do emir sájida do Azerbaijão Abu Almuçafir Alfaite (r. 928–929).

Mapa do Reino da Armênia e dos Estados que o rodeavam. Grande parte dos territórios a leste e sudeste de Cesareia foram conquistados por João Curcuas

Em 930, Melias atacou novamente Samósata, mas sofreu uma pesada derrota, tendo sido feitos prisioneiros vários dos seus principais oficiais, entre eles o seu filho. Os prisioneiros foram enviados para Bagdade. Mais tarde, no mesmo ano, João e o seu irmão Teófilo cercaram Teodosiópolis (atual Erzurum), a capital do  Emirado de Calícala. A campanha complicou-se pelas intrigas dos seus pretensos aliados, os governantes ibéricos de Tao-Clarjécia. Ressentindo-se com a extensão do controlo bizantino nos territórios adjacentes às suas próprias fronteiras, os iberos tinham enviado fornecimentos à cidade sitiada. Quando os bizantinos investiram sobre a cidade, eles exigiram clamorosamente que os bizantinos lhes entregassem diversas cidades capturadas, mas quando uma delas, o forte de Mastato, lhes foi entregue, apressaram-se a devolvê-la aos árabes. Curcuas não reagiu à afronta, pois precisava de manter os iberos apaziguados e estava ciente que a sua conduta era cuidadosamente observada pelos príncipes arménios. Depois de vários meses de cerco, Teodosiópolis caiu na primavera de 931, tendo sido transformada em tributária dos bizantinos. Segundo a obra de Constantino VII Porfirogénito (r. 913–959), Sobre a Administração Imperial, todo o território a norte do rio Aras foi entregue ao rei ibérico David II (r. 923–937). Tanto em Teodosiópolis como em Melitene, a manutenção do controlo bizantino revelou-se difícil e a população manteve-se irrequieta. Em 939 os bizantinos foram expulsos de Teodosiópolis por uma revolta popular. Curcuas só conseguiu subjugar a cidade em 949, incorporando-a então no Império Bizantino e expulsando a população muçulmana, que foi substituída por colonos gregos e arménios.

### Conquista definitiva de Melitene

Zona fronteiriça árabe-bizantina

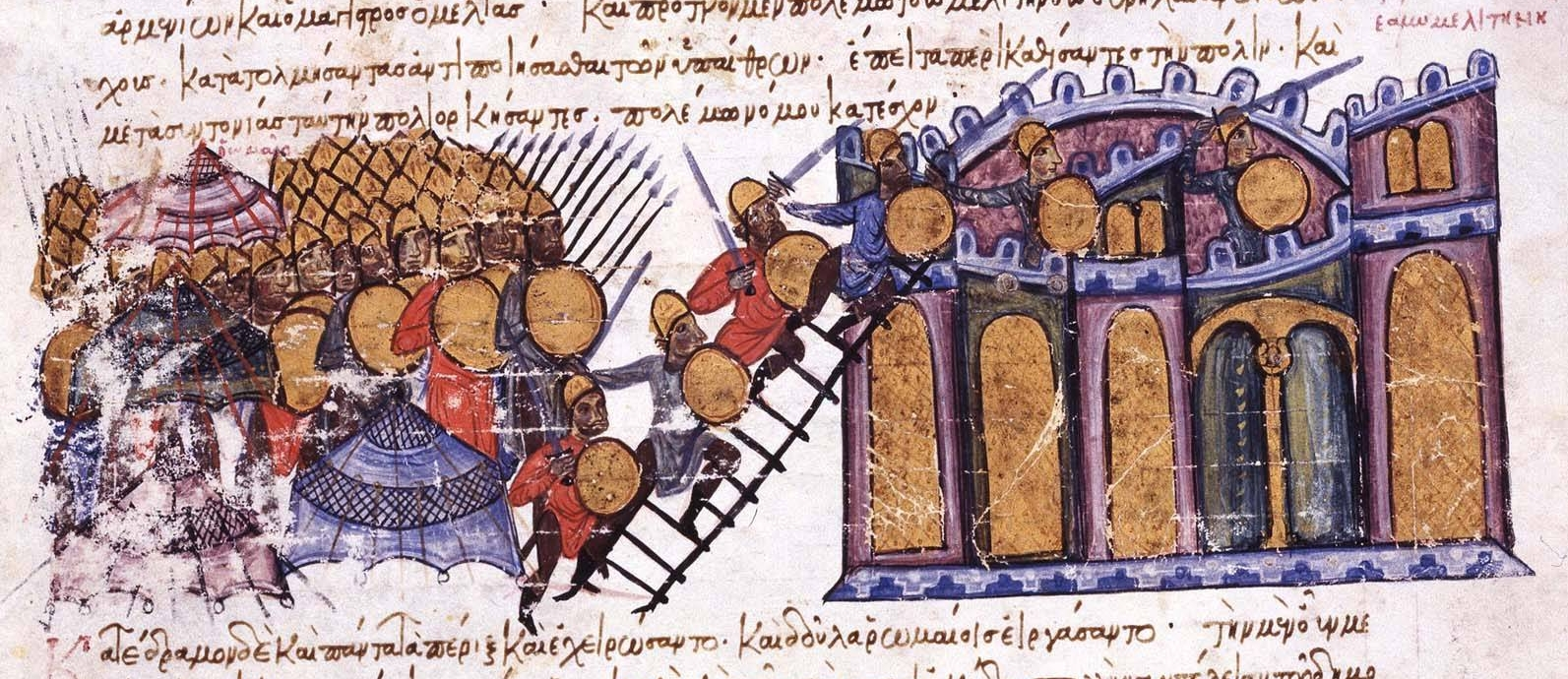
Tomada de Melitene em 934 pelas tropas bizantinas de João Curcuas. Crónica de João Escilitzes (Escilitzes de Madrid)

A seguir à morte do emir Abu Hafes ibne Anre em 928, Melitene renunciou à aliança com os bizantinos. Depois de várias tentativas falhadas para tomar a cidade instigando tumultos e intrigas, os bizantinos estabeleceram um anel de fortalezas nas colinas em volta da planície de Melitene e devastaram metodicamente a área. No início de 931, os habitantes de Melitene foram forçados a negociar e concordaram em passar a ser tributários dos bizantinos e até a fornecer um contingente militar para combater ao lado deles.
Entretanto, os outros estados muçulmanos não ficaram inativos: em março, lançaram três raides sucessivos na Ásia Menor, organizados pelo comandante abássida Munis Almuzafar. Em agosto, um raide de grande envergadura comandado pelo emir tarsense Tamal Aldulafi penetrou no território bizantino até Ancira (Ancara) e Amório fazendo 136 mil prisioneiros cujo resgate rendeu 136 mil dinares. Enquanto isso, os bizantinos empenhavam-se contra o emir do Azerbaijão no sul da Arménia, onde obtiveram várias vitórias. As fortalezas de Percri e de Manzicerta foram tomadas e seguidamente marcharam sobre a Mesopotâmia e capturaram novamente Samósata.
Os habitantes de Melitene pediram então ajuda aos governantes hamadânidas de Moçul. Em resposta, o príncipe hamadânida Saíde ibne Hamadã atacou os bizantinos e fê-los retirar. Samósata foi abandonada e em novembro de 931 a guarnição bizantina de Melitene também se retirou. No entanto, Saíde não teve condições para se manter na área nem de manter uma guarnição eficaz e quando foi para Moçul os bizantinos voltaram e repuseram o bloqueio de Melitene e a política de terra queimada.
Não há registos nas fontes de campanhas militares bizantinas importantes em 932, um ano em que o império se debateu com duas revoltas no Tema Opsiciano. Em 933, Curcuas retomou os ataques contra Melitene. Munis Almuzafar enviou tropas para ajudar a cidade assediada. Nas escaramuças que se seguiram, os bizantinos prevaleceram e fizeram muitos prisioneiros, obrigando os árabes a voltar para casa sem aliviar a pressão sobre a cidade. No início de 934, Curcuas atravessou a fronteira comandando 50 mil homens e marchou sobre Melitene. Os outros estados muçulmanos não ofereceram ajuda, preocupados como estavam com os tumultos que se seguiram à deposição do califa abássida Alcair (r. 929; 932–934). Curcuas voltou a conquistar Samósata e cercou Melitene. As notícias da aproximação das tropas bizantinas levaram muitos habitantes da cidade a fugir e a fome acabou por obrigar os que ficaram a renderem-se em 19 de maio de 934. Ciente das rebeliões do passado, Curcuas só autorizou a que ficassem na cidade os habitantes que eram cristãos ou que concordaram em converter-se ao cristianismo; muitos fizeram-no; os restantes foram expulsos. Melitene foi incorporada no Império Bizantino e a maior parte da sua terra fértil foi transformada numa propriedade imperial (curatoreia). Esta foi uma medida inusual, tomada por Romano I para evitar que a poderosa aristocracia latifundiária anatólia tomasse o controlo da província. Além disso foi uma forma de aumentar a presença e controlo imperial nas novas terras fronteiriças tão importantes estrategicamente.

### Ascensão dos hamadânidas

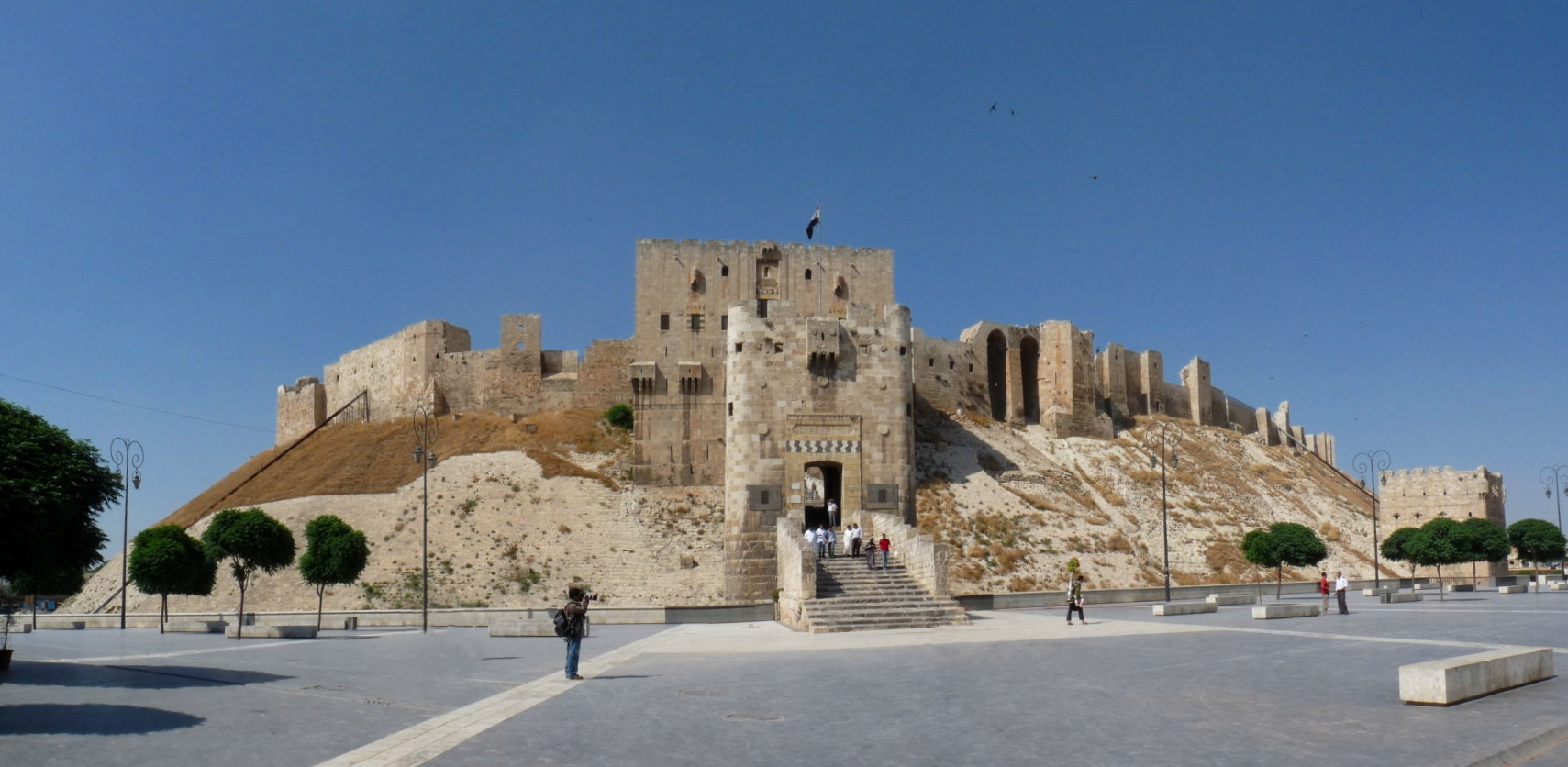
A cidadela de Alepo, capital do líder hamadânida Ceife Adaulá

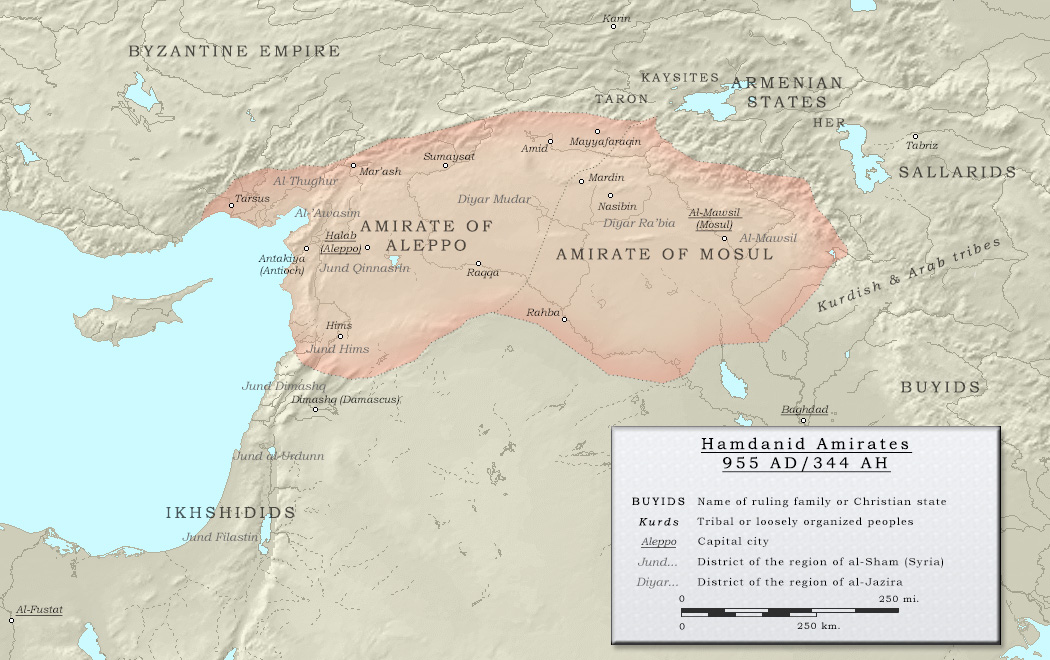
Territórios hamadânidas em 955

A queda de Melitene foi um choque profundo para o mundo muçulmano: pela primeira vez, uma cidade importante tinha sido conquistada e incorporada no Império Bizantino. A seguir ao sucesso em Melitene, Curcuas submeteu partes da região de Samósata em 936 e acabou por arrasar completamente esta cidade. Até 938, a parte oriental do Império Bizantino permaneceu relativamente calma. Os historiadores sugerem que os bizantinos provavelmente estavam preocupados com a pacificação total de Melitene e os emirados árabes, privados do potencial apoio do califado, estavam relutantes em provocá-los.
Com o declínio do califado e a sua óbvia incapacidade para defender as suas províncias fronteiriças, uma nova dinastia, os hamadânidas, emergiu como o principal antagonista do Império Bizantino ao longo do norte da Mesopotâmia e na Síria. Os hamadânidas eram liderados por Haçane (lacabe [epíteto]: Nácer Adaulá; "Defensor do Estado"), e pelo seu irmão Ali, mais conhecido pelo seu lacabe Ceife Adaulá ("Espada do Estado"). Ca. 935, a tribo árabe dos habibitas, derrotada pelos hamadânidas em ascensão, desertou na sua totalidade para o lado bizantino, converteu-se ao cristianismo e colocou 12 mil homens à disposição do império. Eles foram colocados ao longo da margem ocidental do Eufrates e foi-lhes dada a missão de guardarem cinco novos temas ali criados: Melitene, Carpezício, Asmosato, Derzena e Cozano.
O primeiro recontro bizantino com Ceife Adaulá ocorreu em 936, quando ele tentou socorrer Samósata, mas uma revolta no seu país forçou-o a voltar para trás. Numa nova invasão em 938, Ceife logrou conquistar o forte de Cárpete e derrotou a guarda avançada de Curcuas, juntando um grande saque e forçando os bizantinos a retirar. No mesmo ano, foi assinado um acordo de paz entre Constantinopla e o califado. As negociações foram facilitadas pelo poder crescente dos hamadânidas, o qual causava preocupações a ambos os lados. Apesar de oficialmente em paz com o califado, continuaram a registar-se episódios dispersos de confrontação militar entre os bizantinos e os governantes muçulmanos regionais, agora apoiados pelos hamadânidas. Os bizantinos tentaram cercar Teodosiópolis em 939, mas o cerco foi abandonado ao saber-se da aproximação do exército enviado em socorro da cidade por Ceife Adaulá.

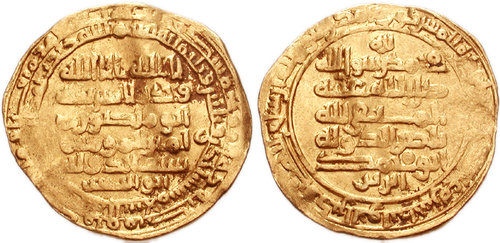
Dinar de ouro de Ceife r. e Nácer Adaulá r.

Por esse tempo, os bizantinos tinham capturado Arsamósata e outros locais de importância estratégica nas montanhas do sudoeste da Arménia, ameaçando diretamente os emirados muçulmanos em volta do Lago de Vã. Para inverter a situação, em 940, Ceife Adaulá iniciou uma campanha notável: partindo de Martirópolis, atravessou o porto de montanha de Bitlisse e entrou na Arménia, onde capturou várias fortalezas e aceitou a submissão de vários senhores locais, tanto muçulmanos como cristãos. Devastou as possessões bizantinas em volta de Teodosiópolis e efetuou raides que chegaram a Coloneia, que ele cercou até que Curcuas chegou com um exército que o fez retirar. Ceife Adaulá não foi capaz de dar seguimento aos seus esforços: até 945, os hamadânidas estiveram preocupados com os desenvolvimentos internos no califado e com a guerra contra os Buídas e os iquíxidas na Síria.

### Raide rus de 941

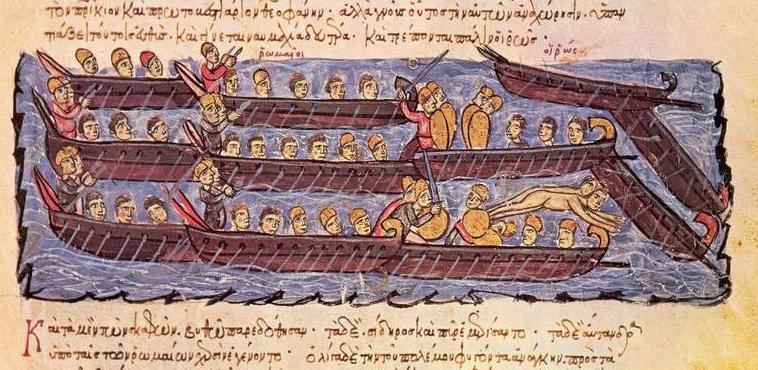
Os bizantinos repelem o ataque dos rus a Constantinopla em 941. Crónica de João Escilitzes (Escilitzes de Madrid)

A distração dos abássidas com os hamadânidas foi providencial para o Império Bizantino, pois no início de verão de 941, enquanto Curcuas se preparava para retomar a campanha no leste, a sua atenção foi desviada por um evento inesperado: o aparecimento de uma frota rus que devastou a área em volta de Constantinopla. O exército e a marinha bizantina encontravam-se ausentes da capital e a presença da frota estrangeira causou pânico na população. Enquanto a marinha e o exército de Curcuas eram esperados, foi formada à pressa uma esquadra de navios velhos equipados com fogo grego, que foi posta sob o comando do protovestiário (camareiro da corte imperial) Teófanes. A esquadra improvisada derrotou os rus em 11 de junho e obrigou-os a abandonar o seu avanço sobre a cidade. Os rus sobreviventes desembarcaram nas costas da Bitínia e pilharam os campos indefesos. O patrício Bardas Focas, o Velho apressou-se a acorrer à área com todas as tropas que conseguiu reunir e logrou conter os raides antes de ficar à espera do exército de Curcuas. Finalmente, Curcuas chegou e caiu sobre os Rus', que se tinham dispersado para saquearem os campos, matando muitos deles. Os sobreviventes retiraram para os seus navios e tentaram atravessar o mar para a Trácia a coberto da noite. Durante a travessia, a marinha bizantina em peso atacou e aniquilou a frota rus.

### Campanhas na Mesopotâmia para recuperar o Mandílio

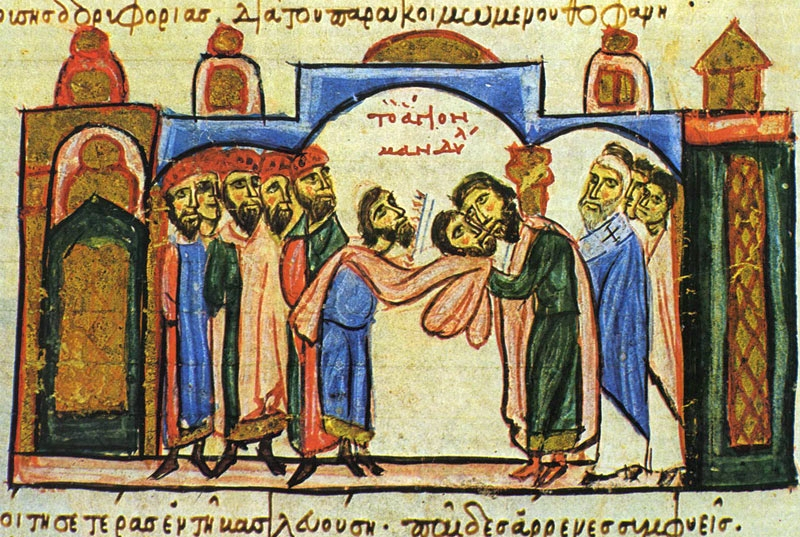
Os habitantes de Edessa entregam o Mandílio (Imagem de Edessa) aos bizantinos em 944. Crónica de João Escilitzes (Escilitzes de Madrid)

Passado este episódio, em janeiro de 942, Curcuas lançou uma nova ofensiva no leste, que durou três anos. O primeiro assalto caiu sobre o território de Alepo e até as fontes árabes referem a captura de 10 a 15 mil prisioneiros pelos bizantinos. Apesar de um contra-ataque de menor dimensão lançado de Tarso por Tamal Aldulafi ou um dos seus partidários, no outono Curcuas lançou uma nova invasão. À frente de um exército excecionalmente grande — cerca de 80 mil homens, segundo as fontes árabes — entrou no norte da Mesopotâmia a partir da cidade aliada de Taraunitis. Maiafariquim, Amida (atual Diarbaquir), Nísibis e Dara, locais que não viam bizantinos desde os tempos de Heráclio 300 anos antes, foram atacados e pilhados.
O verdadeiro objetivo destas campanhas era, contudo, Edessa, o lugar onde se encontrava o "Sagrado Mandílio", um pano que se acreditava ter sido usado por Jesus para limpar a face, deixando impressa a sua imagem. O pano tinha sido depois oferecido ao rei Abgar V de Edessa. Para os bizantinos, especialmente depois do período iconoclasta e a restauração da veneração de imagens, o Mandílio era uma relíquia com um profundo significado religioso. A sua captura iria trazer ao regime de Lecapenos um enorme aumento de popularidade e legitimidade.
Curcuas atacou Edessa todos os anos a partir de 942 e devastou o campos à volta da cidade, como tinha feito com Melitene. Finalmente, o emir aceitou fazer paz, jurando a não erguer armas contra o Império Bizantino e entregar o Mandílio em troca da libertação de 200 prisioneiros.
O Mandílio foi levado para Constantinopla, aonde chegou a 15 de agosto de 944, no dia em que se celebrava a Dormição da Teótoco. Foi organizada uma entrada triunfal para a veneranda relíquia, que foi depois depositada na Igreja da Virgem do Farol, a capela do Grande Palácio. Curcuas concluiu a campanha saqueando Macedonópolis (atual Birecik, na província de Şanlıurfa) e Germanícia.

### Demissão e restauração da dinastia macedónica

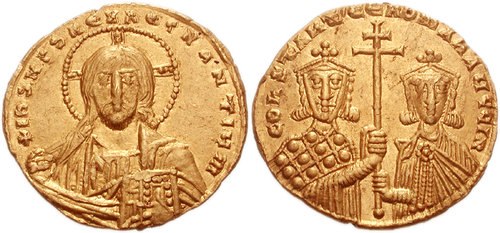
Soldo de r. e o seu pai r.

Mapa animado da evolução das fronteiras do Império Bizantino

Apesar dos seus triunfos, estava iminente a queda de Curcuas e a do seu amigo e protetor, o imperador Romano I Lecapeno. Este e os seus filhos mais velhos ainda vivos e coimperadores, Estêvão e Constantino, tinham inveja de Curcuas e no passado tinham tentado desacreditá-lo, embora sem sucesso. A seguir aos sucessos no leste, Romano tenciona ligar o seu general de confiança à família imperial através de um casamento: a filha de Curcuas, Eufrosina, esteve para casar com o neto do imperador, o futuro Romano II (r. 959–963), filho do seu enteado e coimperador Constantino VII Porfirogénito (r. 913–959). Embora essa união viesse cimentar a lealdade do exército, ela também fortaleceria a posição da linha dinástica macedónica, representada por Constantino VII e enfraqueceria as pretensões imperiais dos filhos de Romano. Como era de esperar, Estêvão e Constantino Lecapeno opuseram-se ao casamento pretendido pelo pai e, além de impedi-lo, lograram que Curcuas fosse demitido no outono de 944, para o que contribuiu o facto de Romano estar velho e doente.
João Curcuas foi substituído por um tal de Pantério, que foi quase imediatamente derrotado por Ceife Adaulá em dezembro, enquanto estava em campanha perto de Alepo. Em 6 de dezembro Romano foi deposto pelos filhos Estêvão e Constantino e banido para um mosteiro na ilha de Prote. Algumas semanas depois, outro golpe de estado derrubou os dois jovens Lecapenos do poder e restaurou a autoridade imperial única de Constantino VII. Aparentemente, Curcuas voltou rapidamente a ter o favor imperial, pois Constantino deu-lhe dinheiro para reparar o seu palácio que tinha sido danificado por um terramoto, e há registos que em 946 foi enviado com o magistro Cosmas para negociar uma troca de prisioneiros com os árabes de Tarso. Nada mais se sabe sobre ele depois disso.
A queda dos Lecapenos marcou o fim de uma era em termos de personalidades, mas a política expansionista de Curcuas continuou. A ele sucedeu Bardas Focas, o Velho, a quem se seguiu Nicéforo Focas (que reinou como imperador Nicéforo II Focas entre 963 e 969) e João Tzimisces, este último sobrinho-neto de João Curcuas, que foi imperador entre 969 e 976. Todos eles expandiram as fronteiras bizantinas a oriente, recuperando a Cilícia, o norte da Síria e Antioquia, além de converterem o Emirado de Alepo num protetorado bizantino no fim do século X.

## Avaliação
[…] o supracitado magistro e doméstico das escolas João tornou-se incomparável em assuntos de guerra, e juntou grandes troféus, e expandiu os limites romanos e saqueou muitas cidades agarenas.

— Crónica do reino de Romano Lecapeno,
de Teófanes Continuado, 40.
João Curcuas é considerado um dos líderes militares mais brilhantes do Império Bizantino. Os cronistas bizantinos aclamavam-no como o general que tinha restaurado a fronteira imperial no Eufrates. Numa história contemporânea de sete volumes escrita por um protoespatário (alto dignitário da corte imperial bizantina) de nome Miguel, atualmente perdida à parte de um pequeno sumário no Teófanes Continuado, ele é aclamado como "um segundo Trajano ou Belisário".

É certo que o seu sucesso foi, em parte, o corolário das ações e estratégias de outros que o antecederam: Miguel III, o Ébrio (r. 842–867) derrotou o Emirado de Melitene na batalha de Lalacão (ou de Por[s]on) em 863; Basílio I (r. 867–886) destruiu os paulicianos em Tefrique (Divriği); Leão VI, o Sábio (r. 886–912) criou o Tema da Mesopotâmia que se revelaria vital; e a imperatriz Zoé Carbonopsina (r. 914–919) estendeu a influência bizantina novamente na Arménia e criou o Tema de Licando. Contudo, foi Curcuas e as suas campanhas que mudaram definitivamente o equilíbrio de forças a favor dos bizantinos no norte do Médio Oriente, segurando as províncias fronteiriças contra os raides árabes e tornando o Império Bizantino uma potência expansionista. Nas palavras do historiador britânico Steven Runciman:
| “ | […] um general menos brilhante poderia […] ter repelido os sarracenos do império e defendido com sucesso as suas fronteiras; mas [Curcuas] fez mais que isso. Ele infundiu um novo espírito nos exércitos imperiais e liderou-os vitoriosamente no interior profundo do campo dos infiéis. A área efetiva das suas conquistas não foi assim tão grande; mas foi suficiente para inverter os papéis ancestrais dos bizantinos e árabes. Bizâncio [Império Bizantino] era agora o agressor […] [João Curcuas] foi o primeiro de uma linhagem de grandes conquistadores e foi o primeiro digno de grandes elogios. | ” |